# 安城镇
安城镇，是中华人民共和国山東省济南市平阴县下辖的一个乡镇级行政单位。该镇位于平阴县最北端，毗邻长清区、肥城市和东阿县。地处平阴县东北部，东南与泰安市肥城市毗邻，西与东阿县牛角店镇隔黄河相望，东北与济南市长清区接壤。

## 行政区划
安城镇下辖以下地区：
安城村、东土寨村、西土寨村、北圣村、南圣村、小官庄村、邱庄村、张天井村、常天井村、段天井村、铁山村、双井村、林洼村、大官庄村、东凤凰庄村、冷饭店村、东刘庄村、东毛村、西毛村、皂火村、南栾湾村、中栾湾村、北栾湾村、南贵平村、北贵平村、让庄铺村、东平洛村、西平洛村、望口山村、胜利村、近镇村、三皇殿村、柳河圈村、新村、王营村、东张营村、西张营村、南王店村、西瓜店村、西凤凰庄村、董家庄村、宋庄村、兴隆镇村和虎豹川村。

## 人口
2010年中国第六次人口普查时，安城镇共有人口32716人。共有家庭10296户，平均每户3.14人。14岁以下的少年儿童共4723人，占总人口14.43%；15-64岁人口共23709人，占总人口72.46%；65岁及以上的老年人共4284人，占总人口的13.09%。男性共计16253人，占总人口49.67%；女性共计16463，占总人口50.32%。本地居住的人口中，拥有本地户籍的人口为31596人，占96.57%。